# Megszállottság (film, 1943)
A Megszállottság (eredeti cím: Ossessione) Luchino Visconti filmrendező első filmje. Forgatókönyve James M. Cain A postás mindig kétszer csenget című regényén alapul. A film a neorealista irányzat első jelentős műve.

## Ismertetése
|  | Alább a cselekmény részletei következnek! |

A történet olasz környezetben jelenik meg. Gino, a fiatal csavargó betér egy útszéli fogadóba, ahol Bragana, az idős tulajdonos segítőt keres. Gino – miután meglátja a tulajdonos fiatal feleségét – elvállalja az állást. Viszonyt kezd a tulajdonosnéval, de a férj jelenléte egyre zavaróbb lesz. Kitervelik, hogy elteszik láb alól az öreget, és az életbiztosításért járó pénzből új életet kezdenek. Bár a balesetnek álcázott gyilkosság sikerül, úgy tűnik, tette nyomasztja Ginót.
Úton a biztosító felé csúnyán összevesznek és Gino – bosszúból – egy prostituálthoz megy. Sorsa végül utoléri, de nem Bragana meggyilkolása, hanem a terhes felesége halálát okozó autóbalesete miatt ítélik el.

## Szereplők
| Szerep              | Színész            | Magyar hang            | Magyar hang            |
| Szerep              | Színész            | 1. szereposztás (1983) | 2. szereposztás (2006) |
| ------------------- | ------------------ | ---------------------- | ---------------------- |
| Gino Costa          | Massimo Girotti    | Koncz Gábor            | Epres Attila           |
| Giovanna Bragana    | Clara Calamai      | Szerencsi Éva          | Madarász Éva           |
| Giuseppe Bragana    | Juan de Landa      | Vajda László           | Csuja Imre             |
| Anita               | Dhia Cristiani     | Málnai Zsuzsa          | Gallusz Nikolett       |
| Don Remigio         | Michele Riccardini | Inke László            | Verebély Iván          |
| Rendőrtiszt         | Vittorio Duse      | ?                      | Rosta Sándor           |
| Ismeretlen szereplő | Carlo Jachino      | ?                      | ?                      |